# Droga krajowa 66
Die Droga krajowa 66 (kurz DK66, pol. für ,Nationalstraße 66‘ bzw. ,Landesstraße 66‘) ist eine Landesstraße in Polen. Sie führt von Zambrów in südöstlicher Richtung über Brańsk und Bielsk Podlaski bis zum polnisch-belarussischen Grenzübergang bei Czeremcha. Die Gesamtlänge beträgt 114 km.

## Geschichte

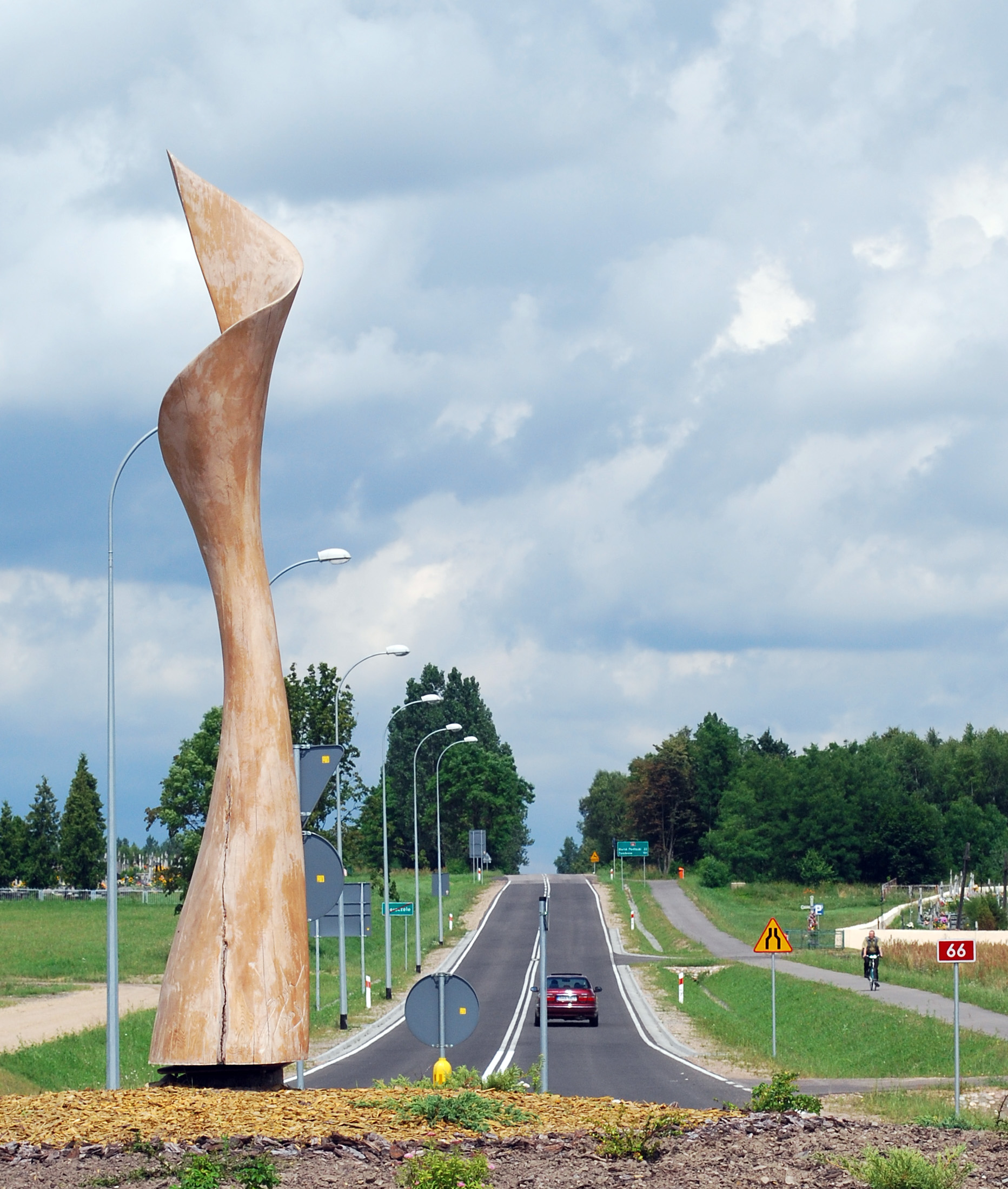
Ein Kreisverkehr entlang der Landesstraße bei Kleszczele.

Nach der Neuordnung des Straßennetzes 1985 wurde dem heutigen Straßenverlauf mehrere damalige Landesstraßen zugeordnet. Der Abschnitt von Zambrów bis Bielsk Podlaski wurde Teil der Landesstraße 689. Das Teilstück von Bielsk Podlaski bis zur Staatsgrenze wurde Teil der Landesstraße 692.
Mit der Reform der Nummerierung vom 9. Mai 2001 wurden die beiden Abschnitte zur neuen Landesstraße 66 zusammengesetzt.
Bis zum Jahr 2009 wurden die Abschnitte von Zambrów bis Osipy-Lepertowizna (16,6 km) und von Kleszczele bis zur Staatsgrenze (10,5 km) modernisiert. 2010 begann der Umbau des 3,7 km langen Abschnittes in Brańsk und des Abschnittes zwischen Osipy-Lepertowizna und Szepietowo (14 km).

## Wichtige Ortschaften entlang der Strecke
- Zambrów
- Wysokie Mazowieckie
- Szepietowo
- Dąbrówka Kościelna
- Brańsk
- Bielsk Podlaski
- Kleszczele
- Czeremcha